# Felicitas

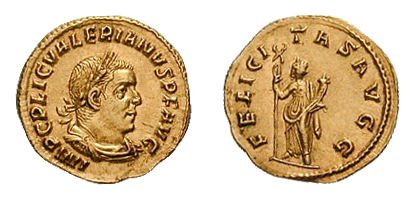
Felicitas portando un caduceo y una cornucopia, dos símbolos de la salud y la riqueza, en esta moneda del emperador romano Valeriano.

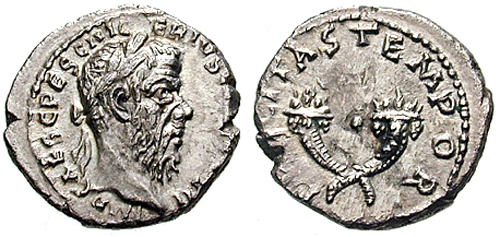
Felicitas Temporum representada por un par de cornucopias en un denario (193-194) emitido por Pescenio Níger.

En la mitología romana, Felicitas era la diosa o personificación de la buena suerte y el éxito. Desempeñó un papel importante en la religión romana durante el imperio, y fue frecuentemente representada en las monedas. Se convirtió en un prominente símbolo de la riqueza y prosperidad del Imperio romano. 
En la antigua cultura romana, felicitas (del adjetivo latino felix, "fructífero, bendito, feliz, afortunado") era una condición de productividad, bendición o felicidad de inspiración divina. Felicitas podía englobar tanto la fertilidad de una mujer como la suerte o buena fortuna de un general.
Felicitas comparte algunas características y atributos con la diosa Fortuna, distinguiéndose las dos en la religión romana. Fortuna era impredecible y sus efectos podrían ser negativos, ya que la existencia de un altar a la Mala Fortuna lo reconoce. Felicitas, sin embargo, siempre tuvo un significado positivo. Suele aparecer con varios epítetos que se centran en aspectos de su poder divino.
La palabra «felicitas» («suerte») también es el origen de la palabra «felicidad» y del nombre de persona que es igual que ella.

## Templos
Felicitas fue desconocida hasta mediados del siglo II a. C., cuando se le dedicó un templo en el valle de Velabrum, en el Campus Martius, por Lucius Licinius Lucullus, usando el botín de su campaña en Hispania de los años 151–150 a. C. El templo fue destruido por el fuego durante el reinado de Claudio y nunca fue reconstruido.
Otro templo en Roma fue planificado por Julio César y fue erigido tras su muerte por Marcus Aemilius Lepidus en el lugar de la Curia Hostilia, que había sido restaurado por Sila aunque demolido por César en el 44 a. C. Este templo ya no existía en época de Adriano, y su lugar está probablemente bajo la Iglesia de San Lucas y Santa Martina.

## Fiestas
Durante la época republicana fue honrada en dos fiestas oficiales de la religión estatal romana, el 1 de julio junto con Juno y el 9 de octubre como Fausta Felicitas. Felicitas siguió desempeñando un papel importante en el culto imperial y se la representaba con frecuencia en las monedas como símbolo de la riqueza y prosperidad del Imperio romano. Sus principales atributos son el caduceo y la cornucopia.